# Aktion Gitter
L'Aktion Gitter, aussi appelée Aktion Gewitter (Action Tempête) ou Aktion Himmler, est une vague d'arrestations menée par la Gestapo après l'échec du complot du 20 juillet 1944 : les 22 et 23 août 1944, d'anciens fonctionnaires et des élus de certains partis politiques de la République de Weimar sont arrêtés.  Parmi eux, des sociaux-démocrates, des syndicalistes, des libéraux, des communistes, des membres du centre et du Parti populaire bavarois.

## Contexte
Cette opération d'arrestations en masse n'est pas une réaction spontanée du régime nazi face aux événements du 20 juillet 1944, mais est planifiée, du moins dans ses grandes lignes : dès 1935-1936, les anciens dirigeants politiques de la République de Weimar figurent sur une liste dite A, classée en trois catégories, de A-1 à A-3.
Au printemps 1939, immédiatement après l'invasion de la République tchèque, la Gestapo a déjà arrêté des milliers de personnes dans le nouveau Protectorat de Bohême-Moravie lors d'une opération également appelée « Aktion Gitter (de) », ces personnes sont listées en catégorie A-1 comme « ennemis d'État » ; 2000 autres personnes sont arrêtées de façon conservatoire (Schutzhaft) au début de la guerre lors de l'opération Aktion Albrecht I. (de) et déportées au camp de concentration de Buchenwald. Certaines d'entre elles sont relâchées à l'été 1940,.
Le terme Aktion Gitter (Action Treillis, Action Grilles ou Barreaux) fait référence aux barreaux derrière lesquels les prisonniers sont enfermés.

## Planification
Dès avril 1942, Adolf Hitler annonce que « si une mutinerie éclatait n'importe où dans le Reich aujourd'hui », on répondrait par « des mesures immédiates » ; immédiatement après le début des troubles, tous les « dirigeants de courants d'opposition, y compris ceux du catholicisme politique, seront arrêtés à leur domicile et exécutés », et de même, tous les détenus des camps de concentration devaient être abattus ainsi que tous les « criminels », qu'ils soient en détention ou en liberté.
Le 14 août 1944, Heinrich Himmler est chargé d'emprisonner les anciens fonctionnaires du KPD et du SPD. Cette arrestation massive doit être effectuée indépendamment de leur activité ou non dans l'opposition et n'est pas liée à la recherche des conspirateurs du 20 juillet. Dans un télex confidentiel du département IV du Reichssicherheitshauptamt expédié à tous les bureaux de la Gestapo du Reich allemand le 17 août 1944, le chef de la Gestapo Heinrich Müller annonce que le « Reichsführer SS » Himmler ordonne une grande vague d'arrestations. Tous les anciens conseillers communistes et sociaux-démocrates du Reich, des Landtag et des villes ainsi que tous les anciens fonctionnaires syndicaux et fonctionnaires sociaux-démocrates doivent être arrêtés, « indépendamment du fait que quelque chose puisse être prouvé pour le moment ou non ». Seuls les plus de 70 ans, les malades et ceux qui ont fait preuve de leur fidélité au système doivent être épargnés. Les arrestations doivent avoir lieu dans tout le pays aux petites heures du jour du 22 août, les prisonniers étant immédiatement transférés au camp de concentration de niveau I le plus proche (« Pour tous les prisonniers avec les charges les moins graves et capables de s'améliorer ») ou dans une prison à proximité. Simultanément, la « garde à vue » (Schutzhaft) doit faire l'objet d'une demande au RSHA. En outre, les bureaux de la Gestapo sont tenus de signaler au RSHA avant le 25 août : le nombre de personnes arrêtées, leur appartenance politique et leurs fonctions antérieures. Les ordres de Himmler prennent le nom de code « Aktion Gewitter ». Le RSHA n'inclut pas au départ les anciens membres des conseils d'arrondissement, ce ne sera le cas qu'après que certains bureaux de la Gestapo l'eurent demandé. Le 21 août, le mandat d'arrêt est étendu aux anciens députés du Parti du centre (Zentrum), mais partiellement annulé deux jours plus tard.

## Déroulement
Les arrestations débutent le matin et sont menées soit par la Gestapo seule, soit avec les forces de police locales. Leur nombre est estimé à 5000. La plupart des personnes arrêtées sont envoyées dans des camps de concentration : 650 personnes à Neuengamme, 742 à Buchenwald et 860 à Dachau. D'autres sont emmenées à la prison principale de la Prinz-Albrecht-Strasse à Berlin, et les femmes sont envoyées au camp de concentration de Ravensbrück. En raison de l'utilisation de critères purement formels et de listes obsolètes, de nombreuses personnes malades et âgées sont arrêtées alors qu'elles n'ont plus d'activité politique depuis plus de dix ans. Certaines des personnes arrêtées l'ont déjà été au début du régime national-socialiste, d'autres sont emprisonnées pour la première fois. Après que ces arrestations massives ont suscité un mécontentement dans la population, Ernst Kaltenbrunner ordonne une révision le 30 août, après quoi la vague d'arrestations reflue. Dans l'ensemble, ces actions du régime nazi sont restées des représailles - imprévisibles et contradictoires. Nombre des personnes arrêtées sont libérées peu après.

## Victimes
Parmi les personnes arrêtées figurent Konrad Adenauer, Paul Löbe, Kurt Schumacher, Karl Arnold et Johanna Tesch. Adenauer est l'un de ceux mentionnés par le cardinal Frings dans une demande à son ami l'évêque Heinrich Wienken (de) d'intercéder le 31 août 1944 auprès du bureau principal du RSHA à Berlin.
Les anciens membres du Reichstag, Otto Gerig, Karl Mache, Heinrich Jasper, Theodor Roeingh (de), Johanna Tesch, Joseph Roth et le pédagogue réformateur de Hambourg Kurt Adams (de) n'ont pas survécu à l'emprisonnement en camp de concentration ou en sont morts. En raison des traitements inhumains dans les camps, beaucoup de ceux qui étaient encore en prison meurent avant l'hiver 1944-45. D'autres sont transférés dans d'autres camps de concentration à l'approche des troupes alliées, et beaucoup sont abattus lors des marches de la mort. D'autres font partie des 6 400 prisonniers qui ont péri lorsque les navires Cap Arcona et Thielbek, qui transportent environ 7 000 prisonniers des camps de concentration, sont coulés le 3 mai 1945.

## Historiographie
Hanna Gerig (de), veuve d'une des victimes de l'Aktion, écrit en 1973 :

« La campagne GEWITTER est un acte purement arbitraire, c'est la course-poursuite soudaine mais minutieusement menée par la Gestapo sur le territoire fédéral - à l'époque le territoire du Reich. » ; « Peu d'historiens ont compris que cette action ne peut en aucun cas être automatiquement reliée à l'ACTION DU 20 JUILLET... »

Sebastian Haffner déplore en 1978 un manque dans la recherche :

« L'action, inédite à l'époque, était étrangement ignorée dans les descriptions historiques ; elle est principalement mise en relation avec la persécution des conspirateurs du 20 juillet, avec laquelle elle n'a rien à voir. C'était plutôt le premier signe qu'Hitler voulait empêcher toute répétition de ce qu'il croyait être une fin prématurée de la guerre de 1918 : qu'il était déterminé à se battre jusqu'au bout même sans aucune chance de succès - selon ses mots : "jusqu'à midi cinq minutes" - et de ne laisser personne l'en empêcher. »

L'historienne Stefanie Schüler-Springorum (en) constate en 2005 que l'Atktion Gitter n'a jusqu'à présent fait l'objet de recherches que de façon ponctuelle pour le nord de l'Allemagne. En 2009, les recherches sur l'Aktion restent incomplètes.